# رالف ستيوارت (لاعب هوكي جليد)
رالف ستيوارت هو لاعب هوكي جليد كندي، ولد في 2 ديسمبر 1948 في Fort William, Ontario ‏ في كندا.

## وصلات خارجية
- رالف ستيوارت على موقع دوري الهوكي الوطني (الإنجليزية)
- رالف ستيوارت على موقع EliteProspects.com (الإنجليزية)
- رالف ستيوارت على موقع HockeyDB.com (الإنجليزية)
- رالف ستيوارت على موقع Hockey-Reference.com (الإنجليزية)